# DVD-RAM

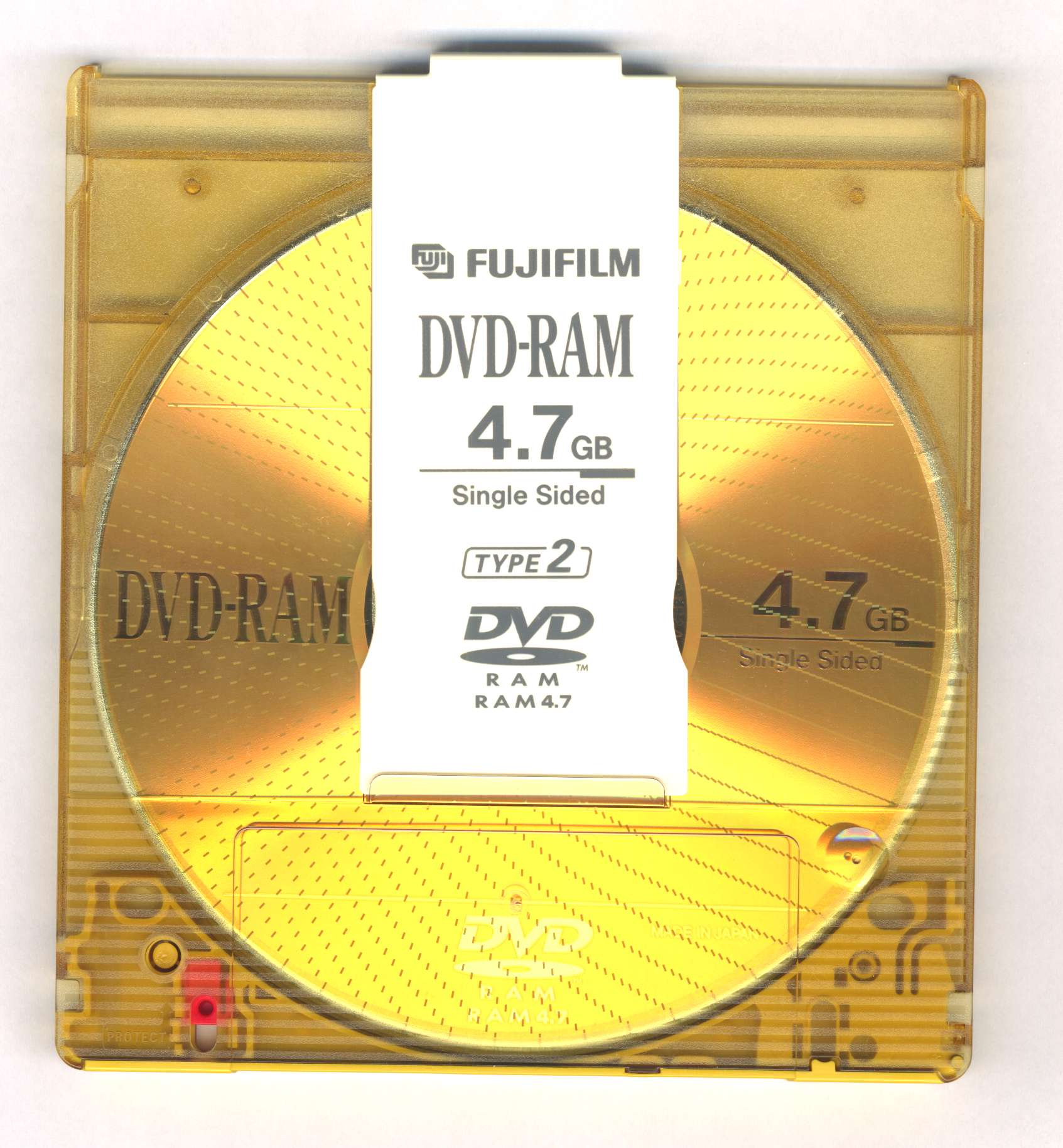
DVD-RAM-Medium

Als DVD-RAM wird eines der drei wiederbeschreibbaren DVD-Formate bezeichnet, das sich gegenüber den anderen beiden (DVD−RW und DVD+RW, gemeinschaftlich auch als DVD±RW bezeichnet) durch seine bessere Wiederbeschreibbarkeit und Datensicherheit auszeichnen soll. Die DVD-RAM wurde vornehmlich in den 2000ern in PCs, Camcordern und Festplattenrekordern verwendet, wurde aber bald von Flash-Speichern und Festplatten verdrängt. Ende Mai 2019 stellte Panasonic als letzter verbliebener Hersteller die Produktion ein.

## Geschichte und Verbreitung
Ursprünglich gab es nur reine Abspiel-DVDs wie die DVD-Video, DVD-Audio und die DVD-ROM. Daneben sollte es zunächst nur für den Computerbereich auch ein wiederbeschreibbares DVD-Format geben, die DVD-RAM. Das „-RAM“ steht für „Random Access Memory“. DVD-RAM wurde alsbald aber auch besonders erfolgreich für die Videoaufzeichnung eingesetzt.
Die DVD-RAM ist zwar das älteste wiederbeschreibbare DVD-Format, fand aber weniger Verbreitung als die beiden anderen wiederbeschreibbaren DVD-Varianten, DVD−RW und DVD+RW. Beide Konkurrenzformate basieren ebenfalls auf der Phase-Change-Technik, aber sie weisen einige Einsparungen auf, die zu Lasten einer guten Wiederbeschreibbarkeit und Datensicherheit gehen.
Die ersten Geräte zur DVD-RAM kamen 1997 auf den Markt. Ab 2002 erlangte die DVD-RAM eine steigende Marktbedeutung, weil sie sich im Bereich DVD-Videorecorder und DVD-Camcorder aufgrund ihrer Vorteile in der problemlosen Wiederbeschreibbarkeit und einfacheren Handhabung gegenüber VHS-Kassetten und DVD±RW als Standard etabliert hatte. Durch die größere Verbreitung der DVD-RAM sanken die Medienpreise, so dass sie auch für den Einsatz im Konsumenten- und SOHO-Bereich für Backups von Computerdaten interessant wurden. Dies äußerte sich auch dadurch, dass Pioneer als ursprünglich bekennender Verfechter der DVD−RW später auch DVD-Brenner anbot, die DVD-RAM lesen und beschreiben können.
Seit 2004 wurden die DVD-Brenner, die auch DVD-RAM schreiben können, nur als sogenannte Super-Multi-Brenner angeboten. Ein Super-Multi-Brenner ist ein Gerät, das alle DVD-Formate verarbeiten kann. Diese DVD-Brenner wurden zu ähnlichen Preisen angeboten wie gute DVD±RW-Brenner (ohne DVD-RAM).
Die DVD-RAM konnte sich dennoch nicht langfristig auf dem Markt behaupten. Für mobile Geräte boten Flash-Speicher bald dieselben Speichergrößen bei deutlich kleineren Abmessungen und geringer Empfindlichkeit; für Videorekorder und PC-Backups wurden die immer größer und günstiger werdenden Festplatten zur Konkurrenz.

## Ehemals geplante Nachfolger
Theoretisch wäre es möglich, die DVD-RAM neben der derzeit möglichen beidseitigen Nutzung auch mit mehreren Schichten auszustatten – ähnlich der DVD±R Dual Layer bzw. Double Layer. Diese Möglichkeit wurde jedoch von der Industrie nicht intensiv verfolgt. Für die DVD-RAM existierte der designierte Nachfolger HD DVD-RAM der HD-DVD-Fraktion. Die Kapazität dieses Mediums sollte ca. 20 GB bei einlagigen und ca. 32 GB bei zweilagigen Discs betragen. Die Grundeigenschaften der DVD-RAM sollten erhalten bleiben. Allgemein sind HD-DVD-Laufwerke abwärtskompatibel zur DVD-RAM, d. h. die Speichermedien DVD-RAM können direkt ohne Umkopieren weiter benutzt werden. Die Entwicklung von HD-DVD-Geräten mit HD-DVD-RAM-Unterstützung wurde jedoch aufgrund der Aufgabe im Formatstreit mit der Blu-ray Disc beendet. Das Blu-ray-Konsortium sah kein wiederbeschreibbares kompatibles Medium vor, wenn auch die Verwendung von UDF ab Version 2.5 als Dateisystem die Einbindung von BD-RE als Wechselplatten gestatten sollte (als Software-Implementierung).

## Unterschiede der DVD-RAM zur DVD±RW

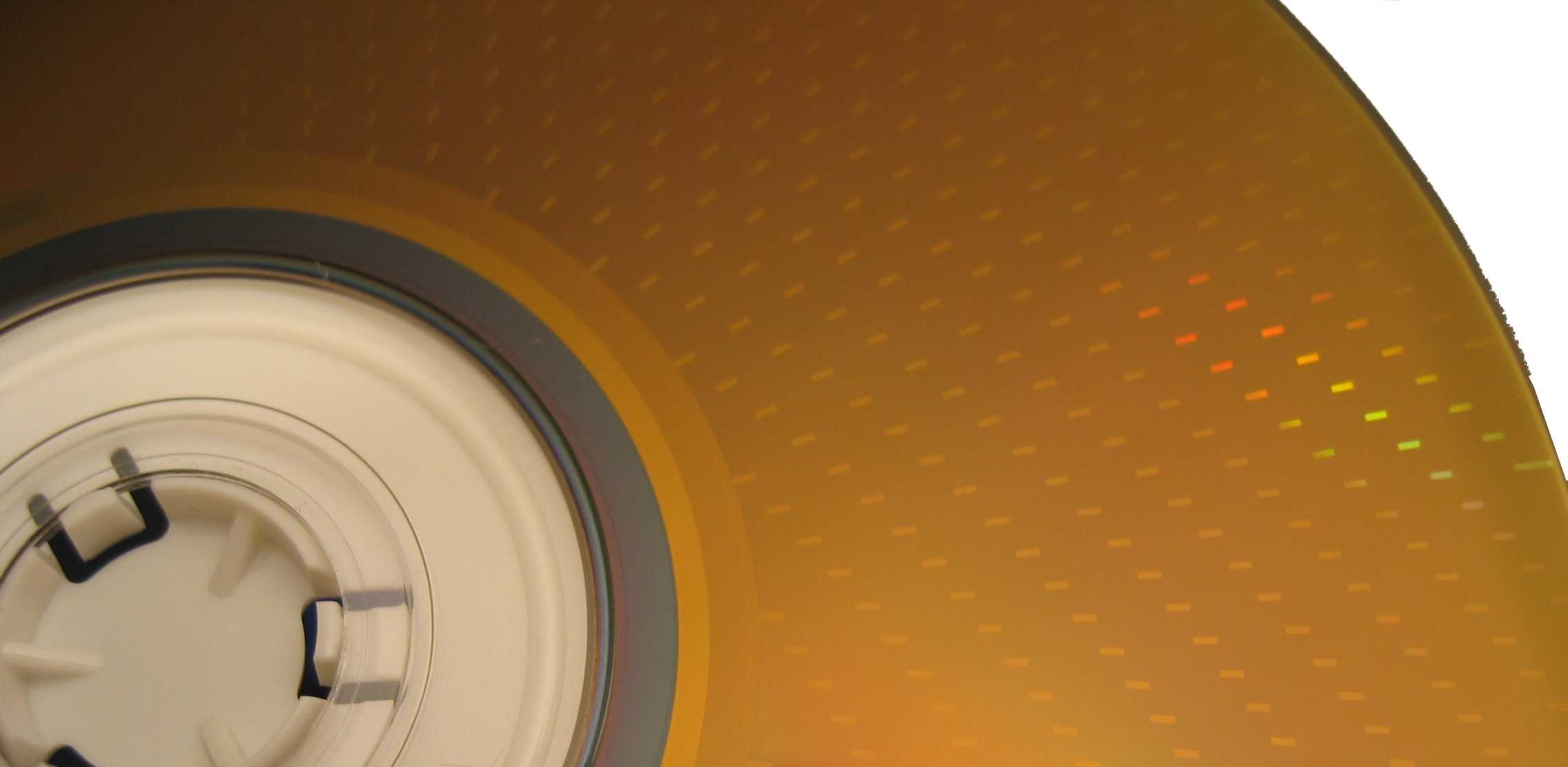
Durch ihre typischen kleinen Sektorierungs-Rechtecke, die auf der bespielbaren Seite verstreut sind, lässt sich eine DVD-RAM von anderen DVD-Formaten mit bloßem Auge unterscheiden. Die Sektorierung dient einer höheren Datensicherheit.

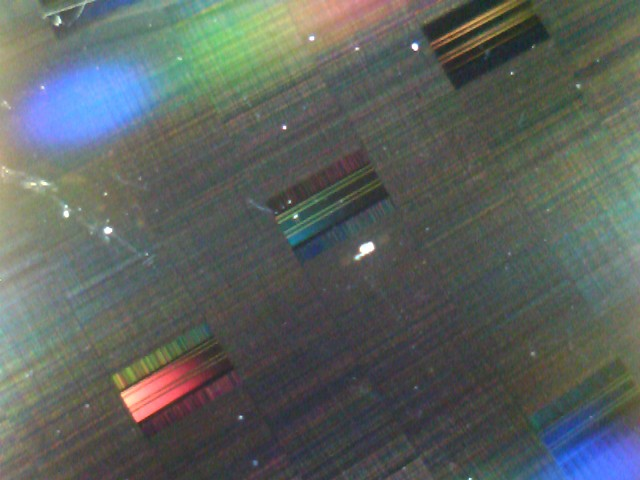
Vergrößerung der Sektorierungs-Rechtecke.

Trotz ähnlichem Aussehen, Namen und gleicher Kapazität sind die Unterschiede zwischen DVD-RAM und DVD±RW gravierend. Ganz allgemein gesagt besteht der Hauptunterschied von der DVD±RW zur DVD-RAM darin, dass die DVD±RW auf eine maximale Kompatibilität mit der DVD-Video und DVD-ROM ausgelegt ist, während die DVD-RAM auf Datensicherheit und schnellen wahlfreien Zugriff optimiert ist. Die Unterschiede im Detail:
AustauschbarkeitDVD-Geräte können im Regelfall eine DVD±RW abspielen, während dies bei der DVD-RAM nicht der Regelfall und meist nur bei den höherwertigen DVD-Geräten gegeben ist (vergleiche Kapitel Gerätetypen, Hersteller und RAMPRG).
SektorierungDie Medien von DVD-RAM sind mit bloßem Auge unmittelbar von anderen DVD-Varianten unterscheidbar anhand ihrer Sektorierung, die sich visuell als viele kleine verstreute Rechtecke auf der Rückseite einer DVD-RAM zeigen (vergleiche die erste Abbildung oben). Die Sektorierung dient unter anderem einer höheren Datensicherheit. Sie sitzen zudem auf konzentrischen Spuren, anders als die spiralförmige Spur aller anderen DVD-Medien.
FormatierungDVD-RAMs waren im Gegensatz zu einer DVD±RW häufig schon ab Werk formatiert. Außerdem ist eine Neuformatierung einer DVD-RAM durch ihre Sektorierung in wenigen Sekunden möglich im Gegensatz zur DVD±RW.
DefektmanagementDie DVD±RW hat kein Defektmanagement. Die DVD-RAM hingegen hat das gleiche bewährte Defektmanagement wie eine Festplatte: Wenn eine Speicherstelle (Sektor) auf der DVD-RAM nicht beschreibbar ist, so wird diese Stelle als defekt gekennzeichnet und der Inhalt woanders abgespeichert. Das Defektmanagement der DVD-RAM ist sehr zuverlässig, weil es wie bei der Festplatte von der Laufwerkselektronik vorgenommen wird. Für die DVD±RW bieten die Softwarehersteller von Brennerprogrammen nur eine Behelfslösung für das ihr fehlende Defektmanagement an. Hierbei findet nach dem Brennen einer DVD±RW eine optionale Leseprüfung auf unbemerkte Brennfehler statt. Die nachträgliche Verifizierung der DVD±RW ist eine Behelfslösung, weil im Fehlerfall der Fehler nicht korrigiert werden kann, das DVD±RW-Medium weggeworfen und alle Inhalte auf einem neuen DVD±RW-Medium gebrannt werden müssen. Das Defektmanagement der DVD-RAM lässt sich vereinfachend auch als „automatisierte Verifizierung mit Fehlerkorrektur“ bezeichnen, weil es schon während des Brennens stattfindet.
GeschwindigkeitEin DVD-RAM-Medium wird ungefähr 50 Prozent langsamer beschrieben als ein DVD±RW-Medium. Dieser Geschwindigkeitsunterschied besteht aber nur bei oberflächlicher Betrachtung. Wird zur Zeit des Brennens einer DVD±RW auch die notwendige anschließende Verifizierung addiert, so ist die Gesamtzeit ungefähr gleich, aber ohne die Vorteile des Defektmanagements einer DVD-RAM (siehe oben).
Sehr geringe SystembelastungAuch wenn in den Herstellerspezifikationen von DVD-RAM-Brennern für den Computer immer PCs mit hoher Prozessorleistung gefordert werden, so bezieht sich diese Angabe immer auf die mitgelieferte Multimediasoftware (unter anderem zum Abspielen von Videos). Der DVD-RAM-Brenner selber stellt keine besonderen Anforderungen an die Hardware. Von der Auslastung der CPU oder der Festplatte des Computers unabhängig kann in der Laufwerkselektronik des DVD-RAM-Brenners durch das Defektmanagement (siehe oben) kein Brennfehler entstehen. Eine DVD-RAM eignet sich dadurch besonders für Datensicherungen, die nebenher erstellt werden sollen.
Zugriff analog einer Wechselfestplatte/DisketteWährend DVD±RW im konventionellen Format nur mit einem Brennprogramm beschrieben werden kann, können bei der DVD-RAM nach der Installation des DVD-RAM Treibers direkt aus dem Dateimanager (z. B. Explorer) oder anderen Anwendungen heraus einzelne Dateien geschrieben oder gelöscht, umbenannt oder verschoben werden. Bei Formatierung der DVD-RAM mit FAT32 und UDF 2.01 arbeitet der Brenner wie eine Festplatte. Dateien lassen sich kopieren oder per Drag and Drop auf das geöffnete Medium ziehen und werden sofort geschrieben. Mit Mount Rainier können aber DVD±RW discs ebenso verwendet werden.
LebensdauerDie DVD-RAM soll eine längere Lebensdauer als die DVD+R- und DVD−R-Medien haben, da keine organischen Schichten verwendet werden. Als Material wird etwa Germanium, Antimon und Tellur (GeSbTe) bei 1x-, 2x- und 3x-Medien oder ein Bismut-Coupling-Material (BCM) bei 5x- und 16x-Medien verwendet anstatt des bei der DVD−RW verwendeten Materials Silber, Indium, Antimon und Tellur (AgInSbTe). Um über eine lange Zeit auch Kratzer an der Oberfläche zu vermeiden, gibt es die DVD-RAM auch von Anfang an in einer Cartridge-Version (siehe unten). Von der Industrie wird eine Lebensdauer von 30 Jahren propagiert, obwohl dies in keiner offiziell verbindlichen Richtlinie festgelegt ist und bisher von keiner unabhängigen Studie belegt werden konnte. So schreibt das c’t-Magazin: „In ganz Europa gibt es kein unabhängiges Labor, das die Qualität von DVD-RAMs testen könnte.“
WiederbeschreibbarkeitDie DVD-RAM gilt mit ihrer rund 100.000-maligen Änderbarkeit (gilt für 2x- und 3x-DVD-RAM) als nahezu beliebig oft wiederbeschreibbar. Dagegen ist eine DVD±RW bestenfalls 1.000 Mal wiederbeschreibbar, in der Praxis je nach Kombination aus Brenner und Medium oft sogar deutlich seltener. Es ist zu beachten, dass DVD-RAM-Medien bei Geschwindigkeiten von 5x und mehr nur noch etwa 10.000 Mal beschrieben werden können, da der chemische Aufbau ein anderer ist. Wenn das UDF-Dateisystem verwendet wird, erreicht die DVD-RAM auch die angegebene Wiederbeschreibbarkeit, weil einzelne nicht mehr neu beschreibbare Sektoren auch im Verzeichnissystem korrigiert werden können (im Gegensatz zu einer DVD±RW).
Schreib-/LesestrategieDie DVD-RAM ist die einzige DVD, die gleichzeitig ausgelesen und beschrieben werden kann. So ist es beispielsweise möglich, sich mit einem DVD-RAM-Rekorder, der anstelle eines Videorekorders an den heimischen Fernseher angeschlossen ist, die schon seit einiger Zeit laufende Sendung von Anfang an anzusehen, während dessen der Rekorder die Sendung weiter aufnimmt. Dies ist sonst nur mit Rekordern mit integrierten Festplatten möglich. Der DVD-RAM-Rekorder ist im Vergleich dazu erheblich preisgünstiger.

## Unterschiede der DVD-RAM zur MO-Disk

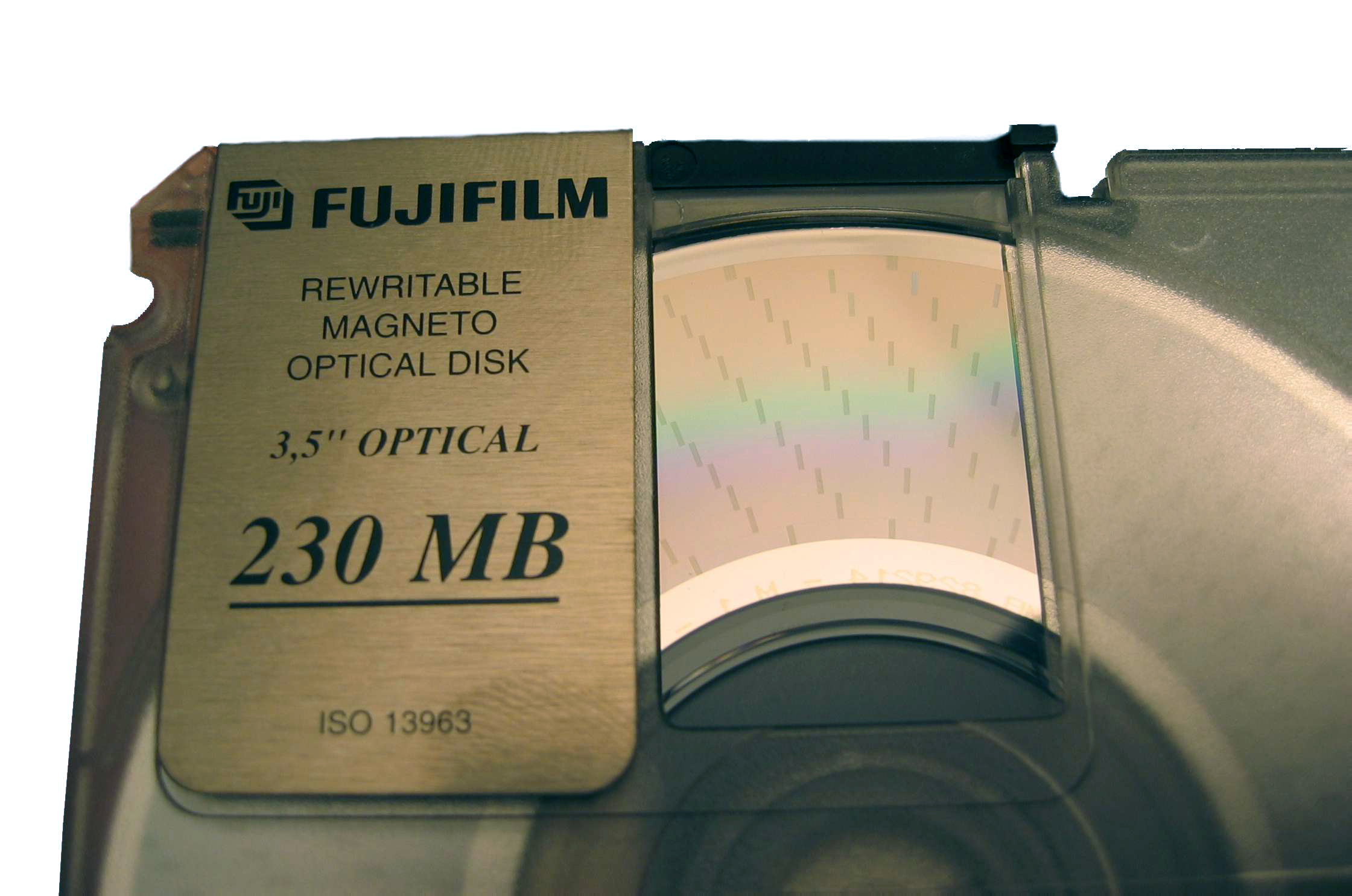
Eine geöffnete MO, an der die gleiche Sektorierung erkennbar ist wie bei der DVD-RAM.

In der Literatur wird die DVD-RAM oft fälschlicherweise als eine MO-Variante angesehen, weil bei beiden die Sektorierung auf der Datenträgeroberfläche sichtbar ist (vergleiche hierzu die erste und zweite Abbildung; besonders in der Vergrößerung). Die Sektorierung dient einer höheren Lese- und Schreibgenauigkeit. Die Sektorierung lässt sich aber in verschiedenen Techniken verwenden: Die DVD-RAM verwendet als Lese- und Schreibverfahren die Phase-Change-Technik, während die MO-Disk die magnetooptische Technik verwendet. Zu weiteren Unterschiede der DVD-RAM zur MO-Disk siehe Magneto Optical Disk.

## Unterschiede der DVD-RAM zur DVD-Video
Eine DVD-RAM lässt sich wie eine DVD-Video benutzen, also können auf ihr auch Videos abgespeichert und mit einem DVD-Menü ausgestattet werden. Auf DVD-Spielern, welche auch DVD-RAM lesen können, können diese auch problemlos abgespielt werden.
Werden Videos nicht am PC, sondern über einen DVD-Videorekorder auf eine DVD-RAM geschrieben, so gibt es Unterschiede. Konkret: Eine über einen DVD-Videorekorder aufgenommene DVD-RAM ist nicht direkt am PC auf eine DVD±R oder DVD±RW umkopierbar und danach auf jedem beliebigen DVD-Player nutzbar, weil dazu zunächst die Videodatei konvertiert werden muss.
Die DVD-RAM-Videorekorder verwenden zum Ersten eine andere Verzeichnisstruktur. Befinden sich die Videos der DVD-Video (wie bei DVD±R und DVD±RW) im Verzeichnis VIDEO_TS, so lautet dieses Verzeichnis bei der DVD-RAM hingegen DVD_RTAV. Zum Zweiten unterscheidet sich das verwendete Dateiformat für die Videodaten. Das Video wird nicht im Dateiformat VOB, sondern in VRO (Video Recording Object) gespeichert. Das VRO-Dateiformat erlaubt eine bessere Aufzeichnung und Videobearbeitung, aber es ist nicht kompatibel zu klassischen DVD-Playern. Aktuelle DVD-Player-Software für den PC wie etwa WinDVD oder PowerDVD können mittlerweile DVD-RAM-Videodateien ohne Konvertierung direkt abspielen. Im Jahre 2004 gab es noch keinen einzigen DVD-Videorekorder mit DVD-RAM, welcher auf Wunsch des Benutzers direkt VOB-Dateien erzeugt, so dass diese durch einfache PC-Kopieraktionen in eine DVD±R umwandelbar sind. Bei einigen Rekordern kann man aber mittlerweile das Aufzeichnungsformat wählen.

## Spezifikation der Medien

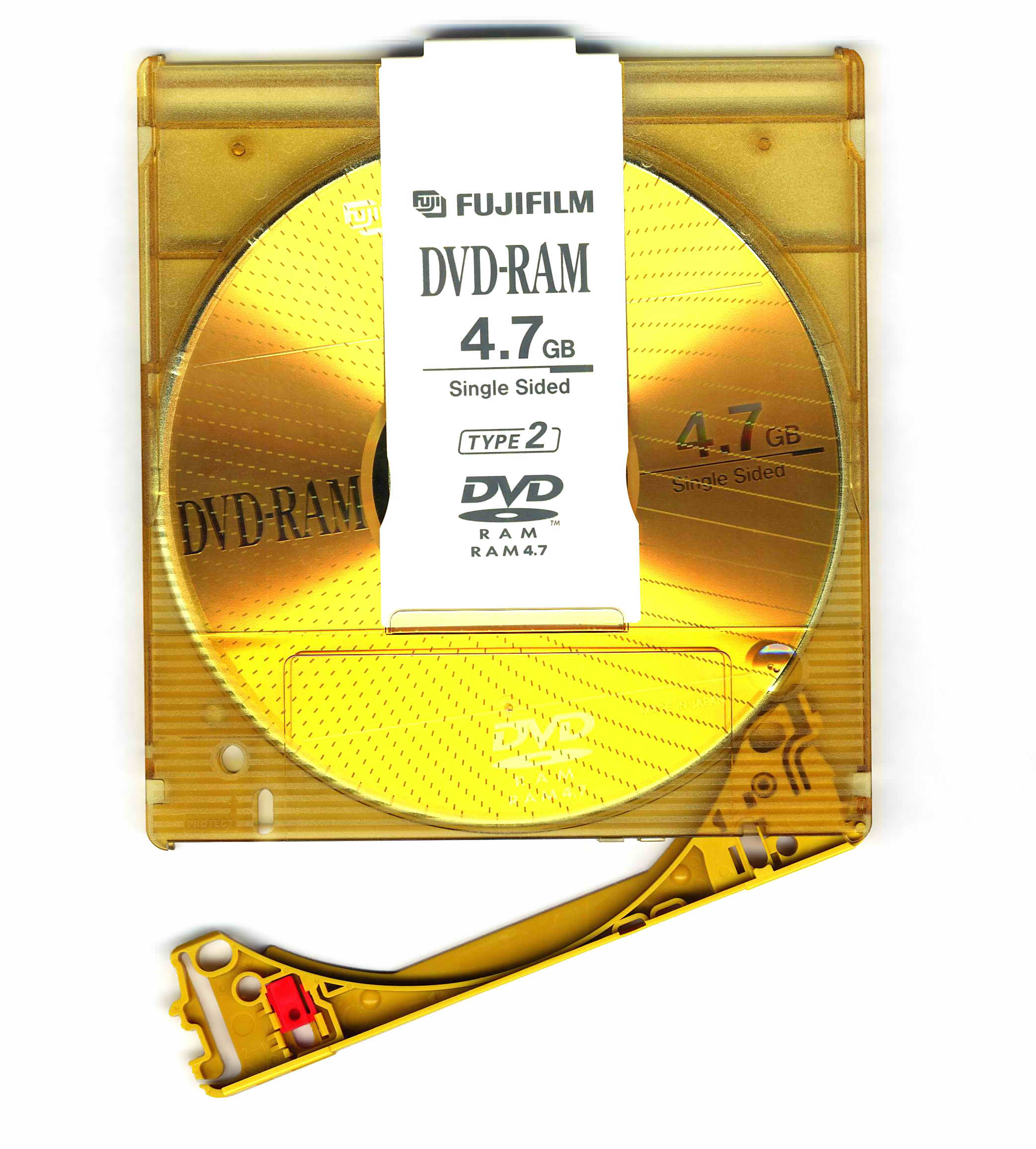
Variante II. Deutlich erkennbar ist der rote Schiebeschalter für den Schreibschutz.

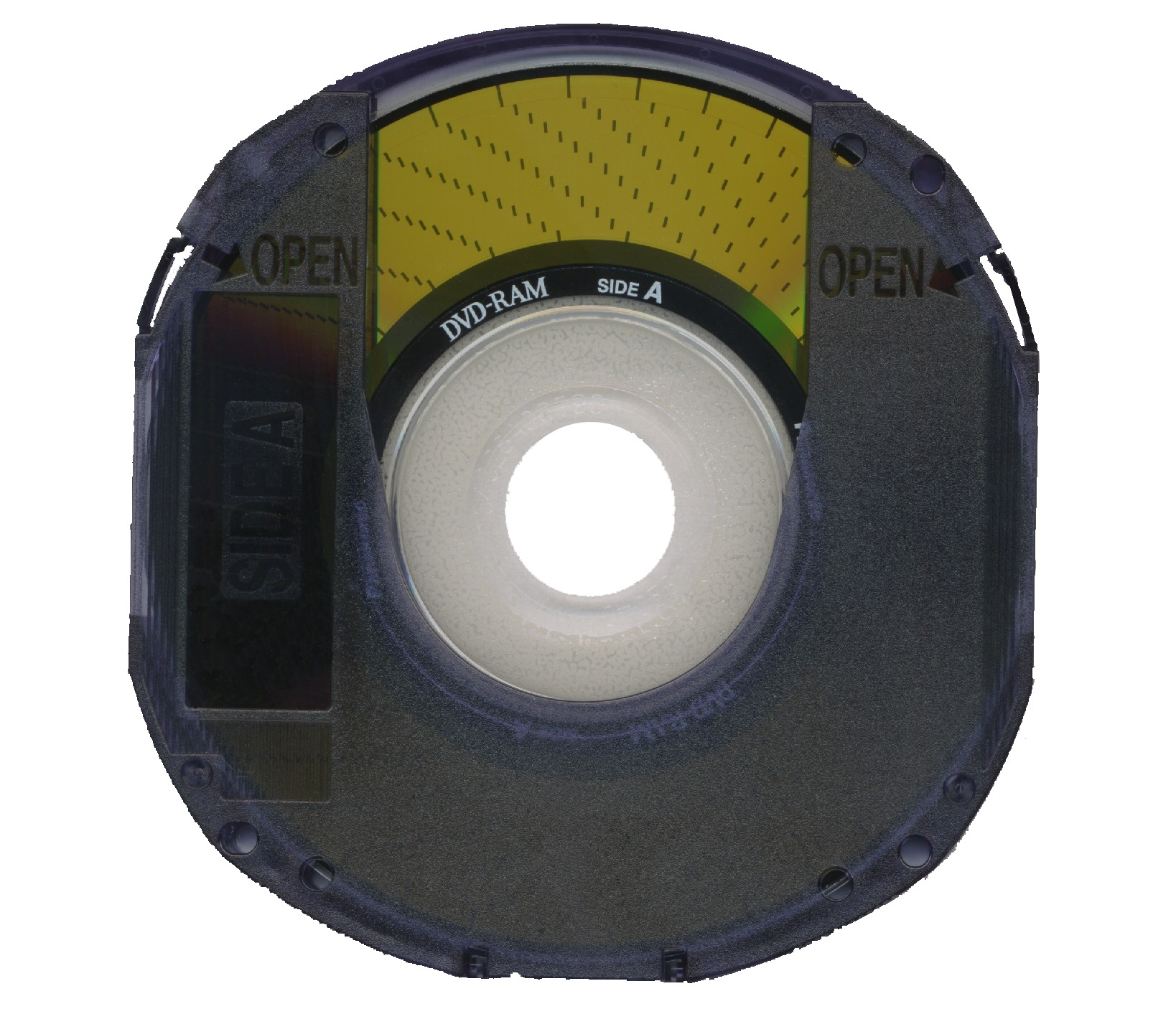
Eine Mini-DVD-RAM, die in einen U-förmigen DVD Round Holder eingelegt ist.

Das Wissen über die Spezifikation des Datenträgers ist nützlich bei der Bewertung der DVD-RAM-Technik und beim Kauf von DVD-RAM-Geräten und -Medien. Im Folgenden werden nur die Informationen dargestellt, welche von allgemeinen Interesse sind.
Die DVD-RAM-Medien gibt es in zwei verschiedenen Durchmessern: Einmal im Durchmesser einer CD von 120 mm und im Durchmesser einer Mini-CD von 80 mm. Zuerst soll die Spezifikation der typischen DVD-RAM anhand von Speicherkapazität, Ausstattung, Schreibschutz und Dateisystem behandelt werden.
a) Die klassische DVD-RAM mit 120 mm Durchmesser
1. Speicherkapazität: Das klassische DVD-RAM-Medium (120 mm Durchmesser) gibt es in unterschiedlichen Speicherkapazitäten. Die meisten aktuellen Geräte können die DVD-RAM 1.0 nicht mehr verarbeiten.
  - DVD-RAM Version 1.0:
    - einseitiges Medium mit einer Schicht und einer Kapazität von 2,40 GB
    - zweiseitiges Medium mit je einer Schicht und einer Gesamtkapazität von 4,81 GB

  - DVD-RAM Version 2.0:
    - einseitiges Medium mit einer Schicht und einer Kapazität von 4,38 GB
    - zweiseitiges Medium mit je einer Schicht und einer Gesamtkapazität von 8,75 GB
    - Geschwindigkeit 2x
    - Revision 1.0: Geschwindigkeit 3x
    - Revision 2.0: Geschwindigkeit 5x
    - Revision 3.0: Geschwindigkeit 6x max
    - Revision 4.0: Geschwindigkeit 8x max
    - Revision 5.0: Geschwindigkeit 12x max
    - Revision 6.0: Geschwindigkeit 16x max
2. Formatklasse für die Geschwindigkeit: Die DVD-RAM-Medien sind für unterschiedliche Schreib- und Lesegeschwindigkeiten ausgelegt.
  - Class 0: Geschwindigkeiten von 2x bis 5x. Dies ist die ursprüngliche Formatklasse. Diese Medien können von Class-0- und Class-1-Geräten gelesen und beschrieben werden. Als Phase-Change-Material wird bei den 1x-, 2x- und 3x-Medien Germanium, Antimon und Tellur (GeSbTe) verwendet, die Farbe ist goldbraun. 5x-Medien bestehen aus dem gleichen Material wie Class-1-Medien, was eine Reduzierung der Schreibzyklen (siehe Class 1) zur Folge hat. Inzwischen (Stand: Februar 2008) werden allerdings auch DVD-RAM mit Geschwindigkeit 5x angeboten, die für eine Schreibzyklenzahl von bis zu 100.000 ausgelegt sind (Farbe goldbraun, also GeSbTe als Phase-Change-Material).
  - Class 1: Geschwindigkeiten von 8x bis 16x. Die älteren Class-0-Geräte können diese Medien zwar lesen, aber nicht beschreiben. Als Phase-Change-Material wird hier ein Bismuth-Coupling-Material (BCM) verwendet, wodurch die Schreibgeschwindigkeit zwar erhöht werden konnte, aber die Anzahl der möglichen Schreibzyklen von 100.000 auf 10.000 reduziert werden musste. Die Farbe dieser Medien ist dunkelgrün. Die Einführung dieser Formatklasse wurde im März 2005 zur Erhöhung der Geschwindigkeit angekündigt[3]. Obwohl inzwischen (Februar 2007) Laufwerke angeboten werden, die diese Formatklasse unterstützen und laut Herstellerangaben mit bis zu 12facher Geschwindigkeit beschreiben können, sind diese Medien jedoch bisher (5. Januar 2008) nicht erhältlich.
3. Verpackung: Die klassischen DVD-RAM-Medien gibt es in vier verschiedenen Verpackungen im Handel, die hier mit „Variante I“ bis „IV“ durchnummeriert sind, weil die Hersteller keine einheitliche Terminologie verwenden. Am verbreitetsten ist die Variante III.
  - Variante I: Dieser DVD-RAM-Medientyp war der erste existierende. Bei ihm befindet sich die ein- oder zweiseitige DVD-RAM fest in einer Schutzverpackung, die einer 3,5″ Diskette ähnelt. Diese Verpackung wird auch als Caddy oder Cartridge bezeichnet und schützt die DVD-RAM primär gegen Kratzer und Verschmutzungen. Die Cartridge schützt nicht vollkommen gegen Sonnenlicht und Staub, weshalb sie bei längerer Lagerung in die mitgelieferte Schutzhülle (aus dünnem Kunststoff oder Pappe) eingeschoben werden kann. Variante I ist besonders bei DVD-RAM-Videorekordern verbreitet, weil hier der Konsument die DVD-RAM recht sorglos anfassen und ablegen kann. Die Variante I wird auch als Type I bezeichnet.  Variante II. Deutlich erkennbar ist der rote Schiebeschalter für den Schreibschutz.
  - Variante II: Wie Variante I, aber die DVD-RAM kann aus der Cartridge bei Bedarf herausgenommen werden. Dies ist nützlich, weil viele neuere DVD-RAM-Geräte – besonders im Computerbereich – für eine einfachere und daher billigere Mechanik auf die Fähigkeit verzichten, eine DVD-RAM mit einer Cartridge lesen zu können. Diese Variante bietet also den besten Schutz bei gleichzeitig maximaler Flexibilität. Die Variante II wird auch als Type 4 bezeichnet.
  - Variante III: Bei dieser Variante wird das DVD-Medium in einem schlichten Jewelcase oder Slimcase ausgeliefert. Bei einem sorgsamen Gebrauch stellt der fehlende permanente Schutz der DVD-RAM durch eine Cartridge kaum ein Problem dar, ähnlich wie dies bei den bekannten CD-R und DVD±R der Fall ist. Die Medien der „Variante III“ sind deutlich billiger als diejenigen der Varianten I oder II. Gegen einen Aufpreis gibt es diese Ausführung auch mit kratzfester Oberfläche, um mehr Langlebigkeit im Alltagsgebrauch zu gewährleisten.
  - Variante IV: Inzwischen gibt es vereinzelt auch DVD-RAM-Medien in der Cakebox, welche preislich nochmals etwas billiger sind, weil bei ihnen die Jewelcases oder Slimcases fehlen. Inwiefern das Stapeln der Medien diese in der Qualität beeinträchtigen, ist noch unklar. Sicher ist zumindest, dass die Medien nach dem erstmaligen Gebrauch nicht wieder gestapelt werden sollten; für maximale Datensicherheit sind sie dann einzeln in Schutzhüllen aufzubewahren.
4. Schreibschutz: Im Folgenden ist nicht der typische Schreibschutz gemeint, den das Dateisystem bereitstellt und der sich immer nur auf einzelne Dateien oder Verzeichnisse erstreckt, sondern die speziellen Schutzmöglichkeiten einer DVD-RAM, die für das gesamte DVD-RAM-Medium gelten. Ein DVD-RAM-Medium lässt sich auf drei verschiedene Weisen gegen ein unbeabsichtigtes Verändern schützen: Per Betriebssystem oder Treiber (Software), per Schiebeschalter (Medium) und per Laufwerk (Hardware).
  - Treiber: Jedes DVD-RAM-Medium besitzt ein Schreibschutz-Bit, das unabhängig vom Dateisystem einen Schreibschutz für das gesamte Medium erlaubt. Dieser Schreibschutz wird vom Laufwerk hardwareseitig beachtet. Für die Aktivierung oder Deaktivierung dieses Schreibschutzbits ist eine spezielle Software oder ein Treiber erforderlich. In einer virenverseuchten Umgebung bietet das Schreibschutz-Bit keinen Schutz, wenn das Medium noch ungeschützt ist und es zur Aktivierung erst in ein Laufwerk eingelegt werden muss. Kurzum: Für solche Fälle ist ein Schreibschutz geeigneter, der mit der Hand ohne Zuhilfenahme von Software aktiviert werden kann, wie der Schiebeschalter oder per speziellem Laufwerk.
  - Schiebeschalter: Ein DVD-RAM-Medium besitzt selber keinen mechanischen Schreibschutz. An Cartridges gibt es jedoch einen Schreibschutz-Schiebeschalter ähnlich wie bei der 3,5″-Diskette. Dieser Schalter ist natürlich nur dann wirksam, wenn die DVD-RAM mit Cartridge genutzt wird. Die meisten neueren Laufwerke können ein DVD-RAM-Medium aber oft nur ohne Cartridge laden, so dass der elegante Schiebeschalter nicht in allen Fällen schützt.
  - Laufwerk, 1: Bei DVD-RAM-Medien, die immer nur ohne Cartridge verwendet werden, besteht ein sehr sicherer und in der Handhabung einfacher Behelfs-ad-hoc-Schreibschutz darin, ein zweites Laufwerk zu verwenden, das eine DVD-RAM nur lesen kann, aber nicht schreiben. Bei diesem zweiten Laufwerk handelt es sich um ein DVD-ROM-Laufwerk, das auch das DVD-Format DVD-RAM lesen kann, vgl. Kapitel über Gerätehersteller (siehe unten).
  - Laufwerk, 2: Da die DVD-RAM ein auf Datensicherheit ausgelegtes Medium ist, hatten einige Laufwerke (z. B. Panasonic LF-D201) einen in der Geräte-Firmware persistent einstellbaren Schalter, der gemäß der Fabrik-Einstellungen Medien ohne Cartridge (oder aus ihr entnommene Medien) wegen möglicher Verschmutzungen als nur-lesbar behandelten. Diese Einstellung kann man als Anwender mit vom Geräte-Hersteller gelieferter spezieller Software nach eigenen Bedürfnissen einstellen (z. B. Panasonic LF-D201: RAMDiscTool).
5. Dateisystem: Ein DVD-RAM-Medium lässt sich in unterschiedlichen Dateisystemen formatieren. Von den Herstellern wird das Dateisystem UDF empfohlen, und manche Hersteller bieten auch DVD-RAM-Medien ohne Aufpreis bereits fertig mit UDF formatiert an (ansonsten dauert die UDF-Formatierung ungefähr eine Minute). Eine ausführliche Darstellung der Vor- und Nachteile der verschiedenen Dateisysteme und Tipps zur Zusatzsoftware und Treibern siehe im Wikibook DVD-RAM.
6. Farbe: Die Rückseite der DVD-RAM ist produktionstechnisch bedingt immer goldbraun bzw. bei Hochgeschwindigkeitsmedien dunkelgrün (vgl. weiter oben „Formatklasse für die Geschwindigkeit“). Nach dem Beschreiben (nicht Formatieren) der DVD-RAM verfärbt sich der veränderte Speicherplatz von goldbraun nach dunkel-goldbraun bzw. dunkelgrün in schwarzgrün.

b) Die Mini-DVD-RAM mit 80 mm Durchmesser
Die Mini-DVD-RAM kam später heraus und wird primär bei Camcordern eingesetzt. Die Mini-DVD-RAM erlaubt eine kleinere und kompaktere Bauweise eines Camcorders. Bei DVD-Camcordern fehlt der Platz für das übliche Schubladensystem zum Einlegen einer DVD, weshalb die Mini-DVD mit Hilfe eines sogenannten „DVD Round Holder“ eingeführt werden muss (vgl. rechte Abbildung). Dieser „DVD Round Holder“ ist keine Cartridge und wird daher in eine 3,5″-Hülle eingepackt, welche in Aufbau und Größe identisch ist mit einer Hülle für die MO-Disk.
Im asiatischen Raum wird eine Mini-DVD-RAM auch in einer Mini-Cartridge aufbewahrt.
Die Mini-DVD-RAM hat bei doppelseitiger Nutzung eine Speicherkapazität von 2,6 GB, was für eine Videoaufzeichnung von bis zu 120 min (bei verlustbehafteter Kompression mit MPEG-2-Kodierung) ausreicht.

## Softwareseitige Unterstützung
UDF ist das geeignetste Formatierungsformat für DVD-RAM, es wird von Windows Vista und Windows 7 unterstützt. Auf Windows XP und älteren Microsoft-OS muss ein separater Treiber installiert werden (vielen Laufwerken wird hierzu InCD der Nero AG beigelegt). DVD-RAM lassen sich zwar auch mit FAT und NTFS nutzen, doch treten dann häufiger Fehler auf, da gelöschte Blöcke von diesen nicht zuverlässig aus dem TOC ausgetragen werden.

## Gerätetypen, Hersteller und RAMPRG
Es gibt vier grundsätzliche DVD-Gerätetypen: DVD-RAM-Abspielgeräte, DVD-RAM-Brenner, DVD-RAM-Camcorder und DVD-RAM-Videorekorder. Details hierzu siehe DVD-RAM-Wikibook.
Die prominenten Herstellern von Geräten und Medien für DVD-RAM gründeten die RAM Promotion Group (RAMPRG), welche sich seit der Internationalen Funkausstellung 2003 darum bemüht, DVD-RAM gemeinsam aktiver zu vermarkten. Der RAMPRG gehörten unter anderem folgende Hersteller an: Hitachi, JVC, Toshiba, Maxell, LG Electronics, Panasonic (Matsushita), Samsung, Verbatim und TEAC. Die RAMPRG gibt es inzwischen nicht mehr.

## Normen und Standards

Logo

- ISO/IEC 16824, basiert auf den Standards ECMA-272 und ECMA-273.
- ISO/IEC 17592, basiert auf den Standards ECMA-330 und ECMA-331.